# 董解元
董解元（?—?），金代諸宮調作家。
仕於金朝，約活動於金章宗（完顏璟）時期，籍貫、生平、名號皆不詳，「解元」應是當時士人的稱謂。著有《董解元西廂記》，俗稱《董西廂》，又名《西廂記諸宮調》，王實甫後來據此改寫《西廂記》。被誉为“北曲之祖”。